# ألان ديفيز (عسكري)
ألان ديفيز (بالإنجليزية: Alan Davies)‏ هو عسكري أسترالي، ولد في 31 مارس 1924، وتوفي في 27 يناير 1998.